# 北村誠吾
北村 誠吾（きたむら せいご、1947年〈昭和22年〉1月29日 - 2023年〈令和5年〉5月20日）は、日本の政治家。位階は従三位。
内閣府特命担当大臣（地方創生・規制改革）、まち・ひと・しごと創生担当大臣、防衛副大臣（福田康夫改造内閣・麻生内閣）、防衛庁長官政務官（第2次小泉改造内閣・第3次小泉内閣）、衆議院議員（8期）、長崎県議会議員（4期）、佐世保市議会議員（1期）、自民党長崎県連会長等を歴任した。

## 来歴

### 生い立ち
長崎県北松浦郡小値賀町生まれ。長崎県立北松西高校出身。1970年、早稲田大学政治経済学部経済学科卒業。大学卒業後、白浜仁吉代議士の秘書となる。

### 市議会議員・県議会議員
1982年、長崎県議会議会補欠選挙（北松浦郡選挙区）に立候補するが、落選。1983年に佐世保市議会議員選挙に立候補し、初当選した。1期目の任期途中で市議を辞職し、1986年の第38回衆議院議員総選挙に旧長崎2区から保守系無所属として出馬したが、落選。1987年に長崎県議会議員選挙に立候補し、当選した。以後4回連続当選。

### 国政へ
4期目の任期途中で長崎県議を辞職し、2000年の第42回衆議院議員総選挙に長崎4区から無所属で出馬。自由民主党現職の宮島大典らを破り、当選した。当選後は、同様に保守系無所属として当選した衆議院議員9人で院内会派「21世紀クラブ」（代表：山本幸三）を結成。2001年、自民党に復党する。第2次小泉改造内閣では防衛庁長官政務官に任命された。2003年の第43回衆議院議員総選挙・2005年の第44回衆議院議員総選挙で再選。

### 副大臣就任
2008年、福田康夫改造内閣で防衛副大臣に就任、麻生内閣まで務める。2009年の第45回衆議院議員総選挙に自民党公認・公明党推薦で長崎4区でから立候補。民主党の宮島に初めて敗れたが、重複立候補していた比例九州ブロックで復活し、4選。
2010年10月、衆議院沖縄及び北方問題に関する特別委員長に就任。
2012年の第46回衆議院議員総選挙では自民党公認（公明党推薦）で長崎4区から立候補し、前回敗れた民主党の宮島に比例復活を許さず、5選。
2014年の第47回衆議院議員総選挙では再び宮島を比例復活も許さず破り、6選。
2017年の第48回衆議院議員総選挙では希望の党の宮島を比例復活も許さず破り、7選。

### 内閣府特命担当大臣
2019年9月11日、第4次安倍第2次改造内閣で内閣府特命担当大臣（地方創生・規制改革）として初入閣。また、まち・ひと・しごと創生を担当する国務大臣も兼任した。

### 大臣退任後
2021年の第49回衆議院議員総選挙では、県連の推す県議の瀬川光之との公認争いの余波もあり、立憲民主党の新人の末次精一に391票差まで迫られるも、8選（末次は比例復活で当選）。
食道がんを患い療養しており、2023年4月28日、次期衆院選に立候補しない意向を明らかにしていたが、同年5月20日夜、東京都内の病院で死去した。76歳没。死没日付をもって従三位に叙され、旭日大綬章を追贈された。同月27日、北村の葬儀・告別式が開かれ、大石賢吾知事や自民党関係者ら約800人が出席。式では、小値賀町の西村久之町長、佐世保市の朝長則男前市長、党県連会長の古賀友一郎参議院議員が弔辞を読んだ。また、北村に対する追悼演説は同年6月13日、衆議院本会議において同期当選の上川陽子によって行われた。
北村は不出馬表明と同時に県議の山下博史を後継指名していたが、公募の結果、金子原二郎元参議院議員の長男の金子容三が党公認候補に選ばれた。

## 政策

### 諸政策への賛否
- 憲法改正に賛成[16]。
- 集団的自衛権の行使を禁じた政府の憲法解釈を見直すことに賛成[16]。
- 日本の核武装について検討すべきでないとしている[16]。
- 原子力規制委員会の新基準を満たした原発は再開すべきとしている[16]。
- 女性宮家の創設に反対[16]。
- 日本のTPP参加に反対[16]。
- 選択的夫婦別姓制度の導入に反対[17][18][19]。
  - 選択的夫婦別姓制度導入についての2001年に野田聖子の自民党党三役への申し入れには賛同していた[20]。
- 東京への一極集中問題について、「景気回復を背景に、進学や就職をきっかけとした東京圏（埼玉・千葉・東京・神奈川）への人口流入が大きな要因だと分析している。若い世代と危機感を共有し、地域に活力を取り戻すため、地方創生を一層強化していく」と述べた[21]。

### 石木ダム建設をめぐる発言
2019年9月14日、長崎県佐世保市で記者会見し、一部住民が反対している長崎県川棚町の石木ダム建設計画についてダム建設で景観が変わるとの指摘について「原風景への思いは人それぞれに価値観の違いがある。誰もが共通に思うものだと言えるかどうか」と疑問を呈し、「人がそれぞれの立場と生き方の中で、自分自身の何かを犠牲にして生きていると思う」と持論を述べ、生活の維持のためには住民の犠牲はやむを得ないとの認識を示した。また、佐世保市民として渇水に苦しんだ経験や、（海軍によって整備された）佐世保の上下水道を修理・補修する際に代わりの水源を確保しておく必要からもダムの必要性を主張した。
その後、17日の閣議後の記者会見で、「閣僚としてではなく長崎出身の政治家として地元の問題について述べた」と語った。発言について、謝罪や撤回はしない考えを示す一方、「不快な思いをさせるような表現ということであれば、今後は十分注意していきたい」とも述べた。

### 江津市の人口増減に対する答弁
2020年2月4日、衆議院予算委員会において、市内への転入者が市外への転出者を上回っている島根県江津市のケースを安倍晋三内閣総理大臣が地方創生の成功例としてあげたものの、地方創生大臣であった北村は「転入超過は引き続き残念ながら存在しております」と答弁し、与党閣僚からも失笑を買うことになった。

### 公文書管理に関する答弁
2020年2月6日、桜を見る会の名簿の一部を白塗りにしたことが公文書の改竄に当たるかどうかを問われ、「刑法上の改竄ではない」と一度答弁した後、「私の思いを伝えた」「刑法上の改竄ではないと内閣府から説明を受けた」と回答を二転三転させた。翌7日の記者会見では、「勉強不足」を認め「劣った大臣と言われずに済むよう努める」と述べた。しかし同7日その後の衆議院予算委員会では、公文書管理に関する質問をされて答えられず、たびたび審議が中断し、野党議員が途中で退席した。その後、与党側は内閣府の官僚を答弁に立たせ、事態の鎮静を図ったが、法律の基礎となる「条・項・号」をそもそも理解できておらず、委員長から失笑される場面もあった。

### 新型コロナウイルスへの対応をめぐる発言・活動
規制改革担当大臣としてオンライン診療の活用や遠隔教育などに関するタスクフォースを規制改革推進会議の下に設置する考えを明らかにした。
また、記者会見で、新型コロナウイルスの感染拡大防止に向け「外出を控えてね  ウイルスをあげないようにもらわないように」との自作の標語を披露し、国民に協力を呼び掛けた。北村は「お子さんでも分かるように考えた」と説明。「ウイルスは人が運ぶ。これからの2週間、みんなで自宅にとどまって我慢してほしい」と訴えた。

### 地方創成大臣新旧大臣引き継ぎ式における発言
2020年9月17日、後任の坂本哲志氏に、自身が在職中に47都道府県の視察を達成したことに触れ「47回って相当ほら吹いてきましたから。後の始末をよろしくお願いします」と述べた。

### 国会における活動と居眠り
臨時国会が開かれていた2022年11月、北村の「居眠り姿」が写真に収められ、報道された。北村は「怪我の影響で痛み止めを服用しているためか、寝てしまったかもしれない」と回答した。また、「国会議員の本会議出席率（2022年）」で、北村は衆院ワーストの欠席回数17回、出席率48.5％となった。それに対して、北村は「派閥の了承を得たうえで欠席している」「けっして怠けて休んでいるわけでもないので」と、回答した。なお、翌年の死去で食道がんの闘病中であったことが明らかとなった。

## 人物・エピソード

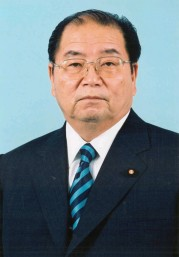
防衛庁長官政務官就任に際して公表された画像

### 統一教会との関係
- 2018年3月と2019年6月の2回にわたって世界平和統一家庭連合（旧統一教会）の関連団体「日韓トンネル推進長崎県民会議」総会に出席した[36]。
- 2021年8月7日、統一教会の関連団体「長崎平和大使協議会」が主催した「長崎未来平和フォーラム『水産県長崎の未来をつくる』」に世話人として出席[37][38]。
- 2022年1月24日、統一教会の関連団体「天宙平和連合」と「世界平和国会議員連合」の共催による「THINK TANK 2022 第4回ILC国際ウェビナー」がソウルの国会図書館大講堂で開催。「日韓トンネル実現九州連絡協議会」会長の梶山千里[39]が出席した同イベントに北村は祝電を出した[40][41][42]。

### その他
- 高校時代、仲間とともにラグビー部を創設。現在もラグビー観戦が趣味で、2019年に日本で行われたワールドカップを楽しみにしていた[43]。
- 大臣就任時の会見で担当分野の政策を問われた北村は、「これから勉強させていただきたい」と述べた[44]。「これから勉強」という返答について、時事通信は「不安な一面を早速のぞかせた」と論評[45]。
- 就任5ヶ月後、国会答弁の不備を指摘された北村は、記者会見で「普通の大臣の仕事ができ、『劣った大臣だ』と言われないようにつとめていきたい」と述べた。自民党の世耕弘成参院幹事長は「予算委員会での答弁は、極度の緊張が強いられ、瞬発力と応用力が問われる。人によって得手不得手があり、北村大臣はご高齢で、なかなか瞬発力を発揮するのは難しいと思う」とフォローした[46]。
- 過去に居住していた議員宿舎や所有するトヨタ・クラウンセダンの内部は書類などの物で一杯で、その事について週刊文春から取材を受けた[47][48]。
- 自民党内では部会で余った弁当をフードロス削減の精神に倣い、すべて持って帰る[49]。
- 2014年頃から鬘をつけている。このことは北村本人も認めているがもともと全国的な知名度は高くなかったことから入閣するまでは一部でしか話題にならなかった[50]。入閣してからメディアへの露出も増え、ツイッターなどSNSで事情を知らない国民からそのことを指摘、揶揄されることがあるが、2014年ごろに北村の地元でもある五島列島北部の小値賀町のある島に行った際、長時間直射日光を浴びたせいで頭にやけどを負い、水ぶくれがかさぶたとなり、ケロイド状に残ってしまったためそれを隠すためだと言われている[51]。なお、北村本人は「頭が日焼けしないためだ。」と述べたうえで、鬘は脱ぐ必要がない帽子と考え使用しているとのこと。
- 政界では珍しく、日常的にループタイを着用している[52][53]。入閣してからもネクタイではなくループタイを着用して答弁することもあった[54][55]。
- カトリックを信仰していた[56]。

## 資産公開
2018年資産公開
| 種類                 | 場所                         | 面積                 | 資産      | 備考                                                                 | 出典   |
| -------------------- | ---------------------------- | -------------------- | --------- | -------------------------------------------------------------------- | ------ |
| 土地                 | 長崎県佐世保市鹿町町下歌ケ浦 | 1万8965 平方メートル | 2849 万円 | 資産額の合計は約8748万円で、これは長崎県選出の衆議院議員で最も多い。 | [ 57 ] |
| 地上権や土地の貸借権 | 長崎県佐々町羽須和免         | 0万0609 平方メートル |           | 資産額の合計は約8748万円で、これは長崎県選出の衆議院議員で最も多い。 | [ 57 ] |
| 建物                 | 長崎県佐世保市鹿町町下歌ケ浦 | 0万2080 平方メートル | 3176 万円 | 資産額の合計は約8748万円で、これは長崎県選出の衆議院議員で最も多い。 | [ 57 ] |
| 建物                 | 長崎県佐々町羽須和免         | 0万0203 平方メートル | 0323 万円 | 資産額の合計は約8748万円で、これは長崎県選出の衆議院議員で最も多い。 | [ 57 ] |

2015年資産公開
| 種類 | 場所                         | 面積                 | 資産      | 備考                                                                 | 出典   |
| ---- | ---------------------------- | -------------------- | --------- | -------------------------------------------------------------------- | ------ |
| 土地 | 長崎県佐世保市鹿町町下歌ケ浦 | 1万8965 平方メートル | 3152 万円 | 資産額の合計は約7670万円で、これは長崎県選出の衆議院議員で最も多い。 | [ 58 ] |
| 建物 | 長崎県佐世保市鹿町町下歌ケ浦 | 0万2080 平方メートル | 3288 万円 | 資産額の合計は約7670万円で、これは長崎県選出の衆議院議員で最も多い。 | [ 58 ] |

2013年資産公開
| 種類   | 場所                         | 面積                 | 資産      | 備考 | 出典   |
| ------ | ---------------------------- | -------------------- | --------- | --- | ------ |
| 土地   | 長崎県佐世保市鹿町町下歌ケ浦 | 1万8965 平方メートル | 3506 万円 | 資産額の合計は約7202万円で、長崎県選出の衆議院議員では加藤寛治（自民、長崎2区選出）に次いで2番目に高い。 | [ 59 ] |
| 借地権 | 長崎県佐々町羽須和免         | 0万0630 平方メートル |           | 資産額の合計は約7202万円で、長崎県選出の衆議院議員では加藤寛治（自民、長崎2区選出）に次いで2番目に高い。 | [ 59 ] |
| 建物   | 長崎県佐世保市鹿町町下歌ケ浦 | 0万2080 平方メートル | 3288 万円 | 資産額の合計は約7202万円で、長崎県選出の衆議院議員では加藤寛治（自民、長崎2区選出）に次いで2番目に高い。 | [ 59 ] |
| 建物   | 長崎県佐々町羽須和免         | 0万0203 平方メートル | 0408 万円 | 資産額の合計は約7202万円で、長崎県選出の衆議院議員では加藤寛治（自民、長崎2区選出）に次いで2番目に高い。 | [ 59 ] |

2010年資産公開
| 種類   | 場所                 | 面積             | 資産     | 備考                                                                      | 出典   |
| ------ | -------------------- | ---------------- | -------- | ------------------------------------------------------------------------- | ------ |
| 土地   | 長崎県佐世保市清水町 | 112 平方メートル | 085 万円 | 資産額の合計は約796万円で、長崎県選出の衆議院議員の平均1351万円を下回る。 | [ 60 ] |
| 借地権 | 長崎県佐々町羽須和免 | 630 平方メートル |          | 資産額の合計は約796万円で、長崎県選出の衆議院議員の平均1351万円を下回る。 | [ 60 ] |
| 建物   | 長崎県佐世保市清水町 | 079 平方メートル | 123 万円 | 資産額の合計は約796万円で、長崎県選出の衆議院議員の平均1351万円を下回る。 | [ 60 ] |
| 建物   | 長崎県佐々町羽須和免 | 203 平方メートル | 588 万円 | 資産額の合計は約796万円で、長崎県選出の衆議院議員の平均1351万円を下回る。 | [ 60 ] |

2006年資産公開
| 種類   | 場所                 | 面積             | 資産     | 備考                                                                       | 出典   |
| ------ | -------------------- | ---------------- | -------- | -------------------------------------------------------------------------- | ------ |
| 土地   | 長崎県佐世保市清水町 | 112 平方メートル | 077 万円 | 資産額の合計は約1267万円で、長崎県選出の衆議院議員の平均2128万円を下回る。 | [ 61 ] |
| 借地権 | 長崎県佐々町羽須和免 | 630 平方メートル |          | 資産額の合計は約1267万円で、長崎県選出の衆議院議員の平均2128万円を下回る。 | [ 61 ] |
| 建物   | 長崎県佐世保市清水町 | 079 平方メートル | 243 万円 | 資産額の合計は約1267万円で、長崎県選出の衆議院議員の平均2128万円を下回る。 | [ 61 ] |
| 建物   | 長崎県佐々町羽須和免 | 202 平方メートル | 947 万円 | 資産額の合計は約1267万円で、長崎県選出の衆議院議員の平均2128万円を下回る。 | [ 61 ] |

2004年資産公開
| 種類   | 場所                 | 面積             | 資産     | 備考                                                                       | 出典   |
| ------ | -------------------- | ---------------- | -------- | -------------------------------------------------------------------------- | ------ |
| 土地   | 長崎県佐世保市清水町 | 112 平方メートル | 077 万円 | 資産額の合計は約1267万円で、長崎県選出の衆議院議員の平均2300万円を下回る。 | [ 62 ] |
| 借地権 | 長崎県佐々町羽須和免 | 630 平方メートル |          | 資産額の合計は約1267万円で、長崎県選出の衆議院議員の平均2300万円を下回る。 | [ 62 ] |
| 建物   | 長崎県佐世保市清水町 | 079 平方メートル | 243 万円 | 資産額の合計は約1267万円で、長崎県選出の衆議院議員の平均2300万円を下回る。 | [ 62 ] |
| 建物   | 長崎県佐々町羽須和免 | 203 平方メートル | 947 万円 | 資産額の合計は約1267万円で、長崎県選出の衆議院議員の平均2300万円を下回る。 | [ 62 ] |

2000年資産公開
| 種類   | 場所                 | 面積             | 資産     | 備考                                                                       | 出典   |
| ------ | -------------------- | ---------------- | -------- | -------------------------------------------------------------------------- | ------ |
| 土地   | 長崎県佐世保市清水町 | 112 平方メートル | 077 万円 | 資産額の合計は約1267万円で、長崎県選出の衆議院議員の平均1800万円を下回る。 | [ 63 ] |
| 借地権 | 長崎県佐々町羽須和免 | 630 平方メートル |          | 資産額の合計は約1267万円で、長崎県選出の衆議院議員の平均1800万円を下回る。 | [ 63 ] |
| 建物   | 長崎県佐世保市清水町 | 079 平方メートル | 243 万円 | 資産額の合計は約1267万円で、長崎県選出の衆議院議員の平均1800万円を下回る。 | [ 63 ] |
| 建物   | 長崎県佐々町羽須和免 | 203 平方メートル | 947 万円 | 資産額の合計は約1267万円で、長崎県選出の衆議院議員の平均1800万円を下回る。 | [ 63 ] |

## 所属団体・議員連盟
- 日本ウイグル国会議員連盟
- 自民党たばこ議員連盟[64]
- 自由民主党たばこ特別委員会（顧問）[65]
- 日本会議国会議員懇談会[66]
- 神道政治連盟国会議員懇談会[66]
- みんなで靖国神社に参拝する国会議員の会[66]
- 日韓議員連盟
- TPP交渉における国益を守り抜く会
- ボーイスカウト振興国会議員連盟[67]
- ラグビーワールドカップ2019日本大会成功議員連盟（幹事）